# سامسونج جالكسي إس 4 ميني
سامسونج جلاكسي إس 4 ميني (بالإنجليزية: Samsung Galaxy S4 Mini)‏ هو هاتف ذكي من إلكترونيات سامسونج ضمن سلسلة سامسونج جالاكسي يعمل بنظام أندرويد، تم طرحه في الأسواق في يوليو 2013

## الخصائص
- نظام التشغيل: أندرويد (الإصدار 4.2).
- الكاميرا الخلفية: 8 ميجابكسل.
- الشاشة: 540×960 بكسل.
- الوزن: 107 غ (3.8 أونصة).
- المعالج: 1.7 جيجا هرتز ثنائي النواة.
- الذاكرة: 1.5 جيجابايت.
- التخزين: 8 جيجابايت

## وصلات خارجية
- الموقع الإلكتروني